# جو کادن
جو کادن (انگلیسی: Joe Cadden; ۱۳ آوریل ۱۹۲۰ – ۵ ژوئن ۱۹۸۱) بازیکن فوتبال اهل بریتانیا بود.
از باشگاه‌هایی که در آن بازی کرده‌است می‌توان به باشگاه فوتبال دومبارتون، باشگاه فوتبال لیورپول، و باشگاه فوتبال گریمزبی تاون اشاره کرد.